# Animal (nummer van Álvaro Soler)
Animal is een nummer van de Spaans-Duitse zanger Álvaro Soler, dat werd uitgebracht op 10 februari 2017. Het nummer Animal is de vijfde single van Álvaro, en is ook opgenomen in de tracklist van de heruitgave (2016) van zijn debuutalbum Eterno Agosto. Álvaro schreef dit nummer in de herfst van 2015, en hiervoor werkte hij samen met de Duitse songwriters en producers Alexander Zuckowski en Simon Triebel en met de Deense songwriter Rune Westberg. Deze drie laatsten waren ook verantwoordelijk voor de productie van de plaat. De studio-opname van Animal gebeurde in februari 2016 in Berlijn. Van deze single zijn er twee verschillende versies uitgebracht, namelijk de radioversie Animal (Radio Edit) en de akoestische versie Animal (Acoustic Version).  

## De videoclip
De officiële videoclip voor Animal (Radio Edit) werd gefilmd eind maart 2016 in de Cubaanse hoofdstad Havana, en werd op 10 februari 2017 gelanceerd op Alvaro's officiële YouTube-kanaal Alvaro Soler Vevo. In deze video is Alvaro te zien op een schommelstoel en ook naast het raam van zijn kamer in een typisch Cubaanse woning, en deze scènes worden voortdurend afgewisseld met beelden van een Cubaanse vrouwelijke bokser die onderworpen is aan een hard trainingsprogramma.
De radioversie van Animal heeft ongeveer 10 miljoen streams op Spotify, en bereikte in mei 2017 de achtste plaats in de ranglijst van meest gedraaide nummers op de radio in Polen. De akoestische versie werd op zijn beurt 1,7 miljoen keer gestreamd op Spotify, en de videoclip telt meer dan 22 miljoen views op YouTube.

## Formaten en tracklist
Digitale Download
- Animal (Radio Edit) - Single - 3:33
- Animal (Acoustic Version) - Single - 3:39

Remix
- Animal (DJ Katch Remix) - 3:36
- Animal (Nando Pro Remix) - 3:52
- Animal (WBM Remix)  - 3:40
- Animal (Calyre Remix) - 3:43
- Animal (Ramon Esteve Mix) - 3:05